# 大連高等商業学校
| 大連高等商業学校 （大連高商） | 大連高等商業学校 （大連高商）      |
| ----------------------------- | ---------------------------------- |
| 過去校名                      | —                                  |
| 種別                          | 私立、後に官立                     |
| 創立                          | 1936年                             |
| 所在地                        | 関東州大連市 （現中国遼寧省大連市) |
| 創立者                        | 福海茂太郎                         |
| 初代校長                      | 松村行蔵                           |
| 廃止                          | 1946年                             |
| 後身校                        | なし                               |
| 同窓会                        | 星浦会                             |

大連高等商業学校 （だいれんこうとうしょうぎょうがっこう） は、1936年 （昭和11年）11月、当時日本の租借地であった関東州大連に設立された旧制専門学校。通称は大連高商。

## 概要
- 当初は私立で発足し、1941年4月に官立移管された高等商業学校。
- 修業年限3年の本科のほか、1年制の別科 （1941年4月廃止） を設置した。
- 第二次世界大戦中に大連経済専門学校 （大連経専） と改称され、工業経営科が新設された。
- 終戦後、校地はソ連軍に接収され、1946年5月、廃校となった。
- 同窓会は 「星浦会」（せいほかい） と称する。

## 沿革

### 私立時代
- 1936年11月17日： 福海茂太郎により財団設立。
- 1937年4月18日： 大連高等商業学校 第1回入学式。翌 19日、授業開始。
- 1937年9月： 大亜寮開設。
- 1938年5月： 星浦学会発足 （新聞部・雑誌部・事業部・研究部）。大亜寮寮歌 （玄界灘の） 発表。
- 1938年10月： 『大連高商論叢』 発刊。
- 1939年4月： 新亜寮開設。
- 1939年7月： 逍遙歌 （夕陽照り添う）、応援歌 （渤海湾に） 発表。
- 1940年3月： 大連高商同窓会発足。

### 官立時代
- 1941年4月2日： 官立移管発令 （大連高等商業学校官制： 勅令第366号）。

星浦学会解消、興亜経済研究所が発足。別科 （修業年限1年） を廃止。
- 1941年5月5日： 官立大連高等商業学校開校式。
- 1941年12月： 第3回生、繰り上げ卒業。
- 1942年9月： 第4回生、繰り上げ卒業。
- 1944年4月： 大連経済専門学校と改称、工業経営科を新設。

大亜、新亜、白波の三寮を光明寮に統合。新入生は全寮制となる。
- 1945年9月： 第7回生、卒業手続き。校舎・光明寮がソビエト軍に接収される。
- 1946年5月25日： 学校存続を断念、在学生 （第8、9回生） に在学証明書を発行して廃校。

## 校地
発足当初は早苗仮校舎を使用。1938年9月末に光明台校舎が完成し移転した。校歌 （藤山一雄 作詞作曲） に登場するのは光明台である。1944年4月、大連経専に改称した際、早苗校舎 （旧早苗小学校校舎） に移転し、それまでの光明台校舎は光明寮となった。敗戦により、校舎・寮ともにソ連軍に接収され、廃校を迎えた。

## 歴代校長
- 開校準備業務担当： 村川澄 （1936年11月 - 1937年3月）
- 初代： 松村行蔵 （1937年3月 - 1942年12月） * 病気により退官
- 第2代： 徳重伍介 （1942年12月 - ） * 元山口高商教授

## 出身者
- 武末悉昌 - 元南海ホークス・西鉄ライオンズ投手
- 大田満男 - 大蔵官僚、元名古屋国税局長、元造幣局長

## 関連事項
他の官立高等商業学校については高等商業学校#主要な高等商業学校を参照。
- 高等商業学校
- 旧制専門学校
- 旧外地の高等教育機関
- 満州国・関東州の高等教育機関
- 関東州

## 関連書籍
- 大連高等商業学校星浦会本部（編）　『大連高等商業学校同窓会名簿』　1994年6月。
  - 年譜・校歌楽譜が掲載されている。
  - 年譜の出典は、星浦会校史編集委員会（編）　『還らざるふるさと － 大連高等商業学校の記録』　1974年10月　と記されている。